# 小便斗

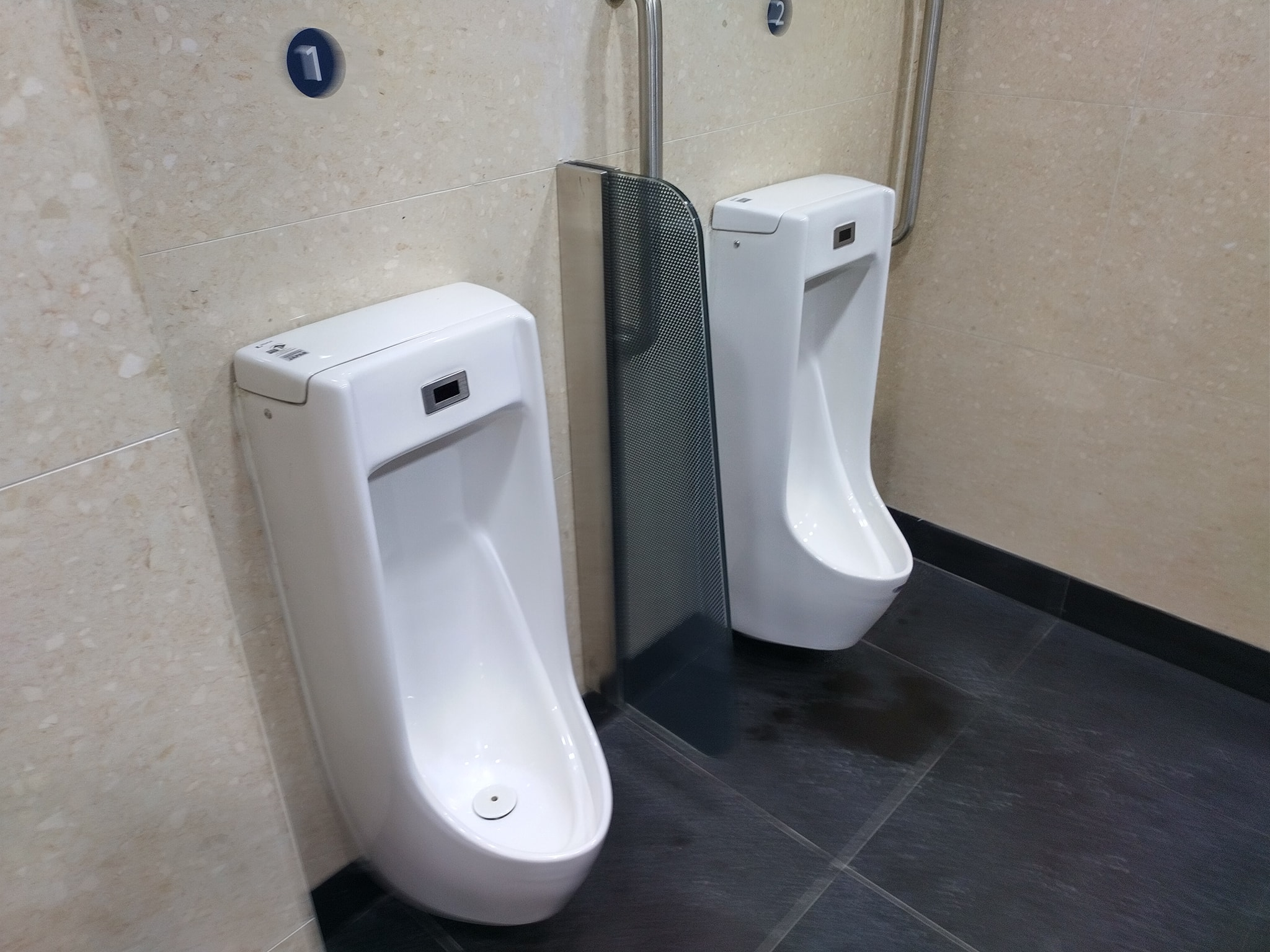
紅磡站男洗手間的小便斗

小便斗（或稱小便池、尿斗、尿兜），是一種設置於牆壁上的小便設施，常見於男廁內，供男性小便使用（穆斯林世界較少）。但也有少數專供女性使用的小便斗。小便斗較常出現在公共場所的廁所中，有時附有以紅外線感應器自動沖水的裝置，以維護整潔。或不含沖洗功能，例如無水小便池。
專為女性設計的小便池（「女用小便池」）也存在，但很少見。女性可以使用配備女性排尿裝置的立式小便池。「小便斗」一詞亦指裝有此類裝置的小型建築物或其他結構。它也可以指用於收集尿液進行醫學分析的小容器，或在無法使用衛生間的情況下使用，例如在小型飛機上、長時間監視期間或臥床不起的人。

## 女性小便斗
小便斗因為所佔空間較馬桶小，可提高公廁內部設施的空間利用效益，有助解決公廁排隊問題。由於生理結構，女性要使用小便斗較為困難。在歐洲地區已經設立專為女性設計的小便斗。除專門設計的女性小便斗外，也有供女性用的小便導流器，令女性可以使用男洗手間常見的小便斗。小便導流器過往主要為女性郊外露營所使用，但現在已有部分國家在公廁推廣使用。現在中國也有城市及大學引入女性小便斗及導流器，為蹲下有困難的女性提供方便。

## 外部連結
- 香港廁所協會促政府設「女性尿兜」配以「尿斗」減輪候時間 （页面存档备份，存于）